# Kamarilla
A kamarilla nemzetközileg elterjedt politikai szakszó. Többnyire pejoratív értelemben használatos. Az uralkodó/államfő olyan belső tanácsadói körét jelöli, amely az állam politikáját a háttérből, titokban  irányítja. A Habsburg udvaron kívül kamarillák a történelem során egyéb országokban is működtek, pl. Spanyolországban Francisco Franco alatt vagy Németországban. 
A magyar történelemben a 19. század közepén a kamarilla szó a bécsi udvar egyik elnevezése volt. Több néven fordul elő, így  udvari kamarilla (németül Hofkamarilla), bécsi kamarilla, bécsi császári kamarilla stb.
A fogalom személyeiben nem pontosan körülhatárolható állami szervet jelentett, működését jórészt titokban fejtette ki.

## A szó eredete
A spanyol camarilla („a király magánszobája”) nyomán, amely a camara („szoba”) kicsinyített alakja. A kamarilla szó a spanyol nyelvből terjedt el VII. Ferdinánd spanyol király óta, aki Napóleon bukása után foglalta el a trónt. Kamarilla alatt a király közvetlen környezetét, a befolyásos udvari emberek körét értették.

## A magyar történelemben
Ellenforradalmi működése révén a magyar történelmi szóhasználatban szokásosan az 1848-as forradalom ádáz ellenségeinek csoportját jelöli. „Udvari kamarilla” mint nevesített intézmény sohasem létezett.
Tágabb értelemben a Habsburg Birodalmat 1835 és 1848 között irányító azon csoportot jelentette, amely az uralkodóház, az arisztokrácia és a hadvezetés tagjaiból állt. Szűkebb értelemben a kamarilla a beteg V. Ferdinánd mellett 1835 és 1848 között működő Államkonferencia tagjait jelentette.
A bécsi császári udvar hatalmi viszonyait, belső klikkjeinek küzdelmét a korabeli magyar közvélemény csak felületesen ismerte. A kor sajtójában a kamarilla fogalmán a régi császári rendszer összes meghatározó vezetőjének személyét értették, és egy, a színfalak mögött létező egységes hatalmi központ létét gyanították, amely mereven szemben áll a nemzeti szabadságtörekvésekkel. Magyarországgal szemben a kamarilla-politika valóban egységesen nyilvánult meg. Az udvar belső hatalmi harcai (így például Kolowrat gróf belügyminiszter és Metternich kancellár ellentéte) nem érintették a kifelé egységesen magyarellenes és antiliberális politizálást.
A kamarilla magyar szempontból különösen káros, ellenforradalmi tevékenységet folytatott. Az udvari kamarilla hajtotta végre V. Ferdinándnak a trónról való    lemondatását. Szerepe volt továbbá a jogos trónutódlónak, az uralkodásra alkalmatlannak tartott Ferenc Károly főherceg (1802-1878) a félreállításában is. Neje, Zsófia Friderika bajor királyi hercegnő (1805-1872) az apát lebeszélve, a törvényeket mellőzve, a jog szerinti trónutód helyett 18 éves fiukat, Ferenc Józsefet juttatta a trónra.
Ferdinánd lemondatását és Ferenc Károly főherceg visszalépését fia, Ferenc József javára, akit minden alkotmányos tényező mellőzésével önkényesen kiáltottak ki császárnak, Magyarország alkotmányának megsemmisítése céljával. Ez  azután még hevesebb lángra gyújtotta a magyar ellenállást.
A magyar kormány nem ismerte el a törvényeket mellőző eljárást, és azt államcsínynak minősítette. Ezt követően a kamarilla az oktrojált birodalmi alkotmánnyal próbálta törvényesíteni a helyzetet.
A kamarilla a bécsi udvarnak az 1848-as forradalom elől Innsbruckba menekülése után, 1848 május második felétől az ellenforradalom központja lett. Magát a kamarilla kifejezést állítólag Metternich egyik diplomata kollégája, az 1848-ban miniszterelnökként működő Johann Philipp Wessenberg alkalmazta először, feltehetőleg arra a néhány fős udvari összeesküvő csoportra, amely mögött ott álltak a tábornokok, az arisztokraták és a főpapok.  A felelős miniszterek háta mögött, titokban működő kamarillát Zsófia teljesen a befolyása alá vonta. A kamarilla amolyan titkos „másodkormányt” alkotott még a törvényes osztrák hatalommal szemben is, annak érdekében, hogy minden alkotmányosság félretételével, tagjainak politikai vagy anyagi érdekeit érvényesítse. Mellette akár a  király akarata is háttérbe szorult. A magyar közvélemény 1847–1848-ban a „kamarillának” tulajdonította a magyar alkotmányos követelések és szabadságjogok következetes ellenzését, az 1848-as törvények és a bennük biztosított függetlenség céltudatos megsemmisítésére való törekvést, valamint  a centralista osztrák kormányzat visszaállítását. 
E kamarillának tagjai voltak állítólag Zsófia főhercegnő, Ferenc József nagyeszű és elfogultan akaratos anyja, valamint az ő irányítása  mellett Lajos főherceg, Windischgrätz herceg, Jellacsics. A kamarilla fogalmának pontatlanságát jól mutatja, hogy a kamarillához számították az erősen aulikus Jósika Samu bárót is, holott ő az udvarhűsége mellett sem dolgozott szándékosan  Magyarország érdekei ellen.  A korabeli magyar közvélemény jelentős része a kamarilla cselszövésének tulajdonította a nemzetiségeknek a magyar kormány elleni fellázítását is, továbbá Jellacsicsnak, az V. Ferdinánd király által már elmozdított horvát bánnak visszahelyezését és Magyarországra való betörését. Bár Jellacsics támadása csúfos kudarcot vallott, az udvar kegyeit mégsem vesztette el. Ferdinánd lemondatását, Ferenc Károly főherceg visszalépését fia, Ferenc József javára, akit minden alkotmányos tényező mellőzésével önkényesen kiáltottak ki császárnak, Magyarország alkotmányának megsemmisítése céljával. Ez  azután még hevesebb lángra gyújtotta a magyar ellenállást. Az 1867-es kiegyezés meggyengítette a magyarellenes politikát és a „kamarilla” fogalmát nem alkalmazták a továbbiakban.
Jókai Mór így jellemezte a kamarillát: 

„Kamarilla. Milyen szép csengésű név! Mintha csak egy pásztor-idyll naiv hősnője volna. Ez a szép hangzású név volt Magyarországnak és Ausztriának átoknemtője: aki fürdött vérnek tengerében, megemésztett milliárdokat, melegedett égő városoknál, vigadott milliók jajkiáltásainál s széttépett, erős lánczokat, miket Istenkéz alkotott: testvért testvérhez, apát fiúhoz, nemzetet királyához kötő szeretet lánczait. Alkották a kamarillát mindazok a bukott nagyságok, kiknek kezéből a hatalom kiesett a márcziusi forradalom következtében, s akik nem akartak abban megnyugodni, hogy a hajdani önkény uralmát ezentúl a népjog kormányzata váltsa fel. Semmi eszköztől sem riadtak vissza.”

– 